# Lorenzo Zane
Lorenzo Zane (nelle fonti coeve Laurentius Zannius; Venezia, 1429 – Roma, 15 ottobre 1485) è stato un patriarca cattolico italiano.

## Biografia
Proveniente da una famiglia del patriziato veneziano, era figlio di Paolo e di Lucia (detta Beriola) Condulmer. Quest'ultima apparteneva al "clan" composto dalle famiglie Correr, Condulmer e Barbo che nel Quattrocento diede ben tre pontefici, oltre a numerosi altri uomini di Chiesa: era nipote di Gabriele Condulmer (papa Eugenio IV), cugina di Francesco Condulmer (cardinale) e di Pietro Barbo (papa Paolo II). Ebbe due fratelli (Andrea e Alvise) e due sorelle (Vienna ed Elisabetta).
Il 26 novembre 1446 partecipò all'estrazione della balla d'oro per l'entrata anticipata in politica. Abbracciò però la vita consacrata e, posto sotto la protezione del cardinale Francesco Condulmer, fu avviato alla carriera nella Curia Romana. Visse nell'Urbe almeno dal 1449, dove frequentò i corsi di Lorenzo Valla e con cui strinse amicizia. Il 1º settembre 1450, raccomandato dal parente, fu nominato protonotario apostolico e il 5 giugno 1452 fu eletto arcivescovo di Spalato. Non avendo ancora raggiunto l'età minima di ventisette anni, non poté prendere possesso della diocesi, ma, grazie all'iniziativa di Francesco Barbaro, il Senato deliberò che potesse almeno amministrarla e riscuoterne le rendite.
Negli anni 1452-53 appoggiò il proprio mentore nella polemica letteraria che lo vedeva opposto a Poggio Bracciolini, promuovendo la diffusione degli scritti del Valla a Venezia.
Ereditò le sostanze del cardinale Condulmer quando questi morì nel 1453. Trovò un nuovo protettore nel cardinale Pietro Barbo.
Al compimento dei ventisette anni, verso la fine del 1455, venne consacrato da papa Callisto III e poté così prendere possesso della propria sede. Risultava a Spalato sin dal gennaio 1456, come dimostra il rogito di un atto stilato nel palazzo arcivescovile.
Nel 1456 promosse presso il Senato la nomina del Valla a storico ufficiale della Serenissima, opponendolo a Biondo Flavio. In quell'occasione, il 13 dicembre 1456, scrisse il De difficillima doctrinae palma capescenda, un'epistola indirizzata a Giorgio Bevilacqua Lazise in cui dimostrava come le qualità necessarie a svolgere l'opera di storico di Venezia fossero tutte monopolio del suo maestro.
Il 13 marzo 1458 ottenne il titolo del patriarcato latino di Gerusalemme e la commenda del monastero di Santo Stefano de Pinis nella propria diocesi, vedendo così aumentare le proprie rendite.
Pur risiedendo stabilmente a Spalato, lo Zane dimostrò di essere un vescovo di scarse capacità e, in particolare, fu poco prudente nei rapporti con la comunità cittadina. Già nei primi anni di governo creò dei gravi attriti riguardo alla gestione del tesoro e della fabbrica della cattedrale, mettendo il ceto nobile e quello popolare l'uno contro l'altro. La situazione era così grave che nella primavera del 1461 fu convocato a Venezia e gli fu intimato di non compromettere gli equilibri della società spalatina.
Ancora più pesante fu una vicenda occorsa all'inizio del 1463, quando il Consiglio dei Dieci scoprì che l'arcivescovo era in contatto con il duca di San Sabba Stefano Kosacha per appoggiarlo nella conquista del castello di Clissa; in cambio avrebbe ricevuto 30 000 ducati, di cui 5 000 erano già stati versati. Questo sarebbe avvenuto ai danni di Pietro Thalovitz, un feudatario del regno d'Ungheria che i veneziani ritenevano un valido aiuto contro l'Impero ottomano che, avanzando nei Balcani, minacciava la Dalmazia.
Portato a Venezia, lo Zane confessò e venne condannato al bando per dieci anni dalla Dalmazia e dalla propria sede arcivescovile. Si portò quindi a Roma, dove nel frattempo Pietro Barbo era divenuto pontefice, e vi iniziò una nuova carriera come rappresentante del papa per ristabilire l'ordine in quelle zone dello Stato della Chiesa in cui si erano affermate delle signorie locali. Creato tesoriere pontificio nel 1464, fu inizialmente incaricato, con Niccolò Forteguerri, di soffocare la ribellione degli Anguillara; l'anno successivo fu inviato in Romagna (come commissario generale) e nella Marca d'Ancona (come vicario generale), allo scopo di sequestrare i beni di Domenico Malatesta in favore della Camera apostolica. Nel 1470 fu eletto governatore di Cesena.
Frattanto, nel 1468, aveva svolto il ruolo di inquirente nel processo contro Pomponio Leto e l'Accademia Romana.
L'ascesa di papa Sisto IV (1471) non influì sulla propria posizione. In aggiunta, ottenne la riabilitazione da parte della madrepatria, che ne accettò la nomina a vescovo di Treviso, oltre che a patriarca titolare di Antiochia (28 aprile 1473).
Nel 1478 venne trasferito alla diocesi di Brescia, ma rinunciò all'incarico dopo solo tre anni, dopo qualche fugace apparizione pubblica: pare che fosse un uomo d'arme poco incline alla vita di corte. La sua sede episcopale venne occupata dal nipote Paolo Zane, di appena vent'anni.
Morì a Roma nel 1485, dove si era ritirato dopo l'abbandono di Brescia.

## Stemma
- Troncato: d'azzurro e d'argento alla volpe saliente dell'uno nell'altro.[2]